# Gustavo López
Gustavo Adrián López Pablo, né le 13 avril 1973 à Valentín Alsina (Argentine), est un footballeur international argentin évoluant au poste d'ailier gauche du début des années 1990 à la fin des années 2000. Il a passé l'essentiel de sa carrière en Espagne.

## Biographie
Il a joué au Celta de Vigo entre 1999 et 2007. Il est très apprécié par les fans du club Galicien car il a connu l'âge d'or du club à la frontière des années 1990 et 2000 mais n'est pas parti quand celui-ci est descendu en deuxième division en 2004. Il a ainsi activement participé à sa remontée en Liga en 2005.
Avec l'équipe d'Argentine, il a participé à la coupe du monde en 2002 où il a été éliminé dès le premier tour. En revanche ça s'est mieux passé pour lui lors des Jeux olympiques d'Atlanta en 1996 puisqu'il y a décroché la médaille d'argent.